# بزوغ الفجر
بزوغ الفجر (بالإنجليزية: Breaking Dawn)‏ هي الرواية الرابعة من سلسلة الشفق للكاتبة الأمريكية ستيفاني ماير. صدرت هذه الرواية في الولايات المتحدة في 2 أوت 2008.
بزوغ الفجر يقسم إلى ثلاثة كتب.الجزء الأول يحكى على لسان بيلا ويصف زواج وشهر عسل بيلا مع إدوارد، الذي يقضونه على جزيرة خاصّة خارج ساحل البرازيل.وبعدإسبوعان من شهرِ عسلهم، بيلا تدرك بأنها حبلى وبأن حملها يمضى سريعا جدا. وبعد الاتصال بكارلايل، الذي يؤكد حملها، يقرران هي وإدوارد ان يعودا إلى البيت فوراً إلى فوركس، واشنطن.وكان إدوارد على اقتناع بان الجنين وحش سيقتل بيلا كما يواصل التطوير بالسرعة الغير طبيعية، يَحثها باجراء إجهاض. على أية حال، بيلا تشعر بالحب نحو الطفلِ وترفض الإجهاض وينتهى الكتاب باتصالها بروزلى.
و الكتاب الثانيَ للرواية يحكى من وجهة نظر جايكوب بلاك، ويصف مدى عذابه لفكرة زواج بيلا وتوقع تحويلها إلى مصاصة دماء ويعزم على قتل عائلة بلاك ولكنه عندما يذهب إلى هناك يفأجئ بحمل بيلا وتهديده لحياتها حيث كان الجنين قوى للغاية ويقوم بكسر عظامها واضلاعها، كما انهم علموا بأن الجنين يستخدم اسنانه لشق طريقه خارج الرحم وان جميع البشريات اللاتى حملن من مصاصى دماء يموتون فور ولدتهم، ولكن بيلا تصر على الاحتفاظ بالجنين، وعندما يقرر الذئاب قتل بيلا حتى لا يخرج ذلك الجنين حيث سيكون صعب السيطرة عليه ويقوم بمص دماء البشر وقتلهم، ولكن جايكوب ينقلب على زعيم قطيع الذئاب ويكون قطيع جديد يقوم بالدفاع عن بيلا ومصاصى الدماء، ويشعر جايكوب بعذاب كبير، وينتهى الكتاب بولادة بيلا لفتاة سموها رينمي، وتحويل بيلا إلى مصاصة دماء، وتطابق جايكوب مع رينمي.
الكتاب الثالث من وجهة نظر بيلا، التي تتحول إلى مصاصة دماء وتعر بسعادة بالغة لبقائها الابدى مع حبيبها وابنتها ولجايكوب الذي احب ابنتها، ولكن بيلا تختلف عن مصاصى الدماء حديثى الولادة حيث لديها القدرة على السيطرة على نفسها وعدم الضعف امام الدماء البشرية، ولكن اليس ترى الفولترى قادمين لقتل رينم لظنهم انها لاتملك القدرة على السيطرة على نفسها وسوف تقوم بمهاجمة البشر علنا وتفضح وجود مصاصى الدماء، فيتستعين عائلة ادورد باصدقائهم من مصاصى الدماء والمذئوبين للدفاع عن رينمى واقناع الفولتيرى بعدم وجود خطر على البشر من ناحية رينمى وقدرتها على السيطرة على نفسها، وتتميز رينمى بالقدرة على النمو السريع وقدرتها على نقل افكارها إلى الاخرين عبر لمسهم، بينما تتميز بيلا بقدرتها على حماية عقلها من جميع المؤثرات مثل قراة الافكار وتعذيب الاخرين لها كجين وتستطيع مدة قدرتها إلى الاخرين، وينجحوا في اقناع الفولتيرى بعدم اذى رينمى

غلاف النسخة الأصلية

وقدرتها على السيطرة على نفسها، وينسحب الفولتيرى، وتنتهى السلسلة نهاية سعيدة.

## الروابط الخارجية
- بزوغ الفجر على موقع الموسوعة البريطانية (الإنجليزية)

- الصفحة الرسمية للرواية على موقع الكاتبة نسخة محفوظة 13 ديسمبر 2008 على موقع واي باك مشين.